# رابرت ونسیتارت
رابرت گیلبرت ونسیتارت (به انگلیسی: Robert Gilbert Vansittart) ( زاده ۲۵ ژوئن ۱۸۸۱، مرگ ۱۴ فوریه ۱۹۵۷) یک سیاستمدار صاحب نفوذ و برجسته در دستگاه سیاست خارجی بریتانیا در زمان جنگ جهانی دوم بود.

## ونسیتارتیسم
ونسیتارت در کارهای اطلاعاتی دخیل بود. طرز تفکر وی بسیار شبیه به خط فکری وینستون چرچیل بود. در سال ۱۹۳۹ هری المر بارنز تاریخنگار آمریکایی مقاله‌ای نوشت که در آن ونسیتارت را به نقشه‌کشی برای راه انداختن جنگ با آلمان متهم میکرد.
در طول جنگ ونسیتارت یک حامی برخورد شدید با آلمان بود. ونسیتارت در کتابی به نام در سابقه سیاه: آلمان گذشته و حال که در سال ۱۹۴۱ نوشت، تاریخ آلمان را از زمان روم باستان تا زمان نوشتن کتاب، سابقه‌ای مالامال از تجاوزگری ترسیم کرد.
طبق نظرات ونسیتارت، ناسیونال سوسیالیسم فقط آخرین مرام آلمانیها به شمار میرفت. از اینرو، در آلمان بعد از شکست، این کشور هرگز نمیبایست از هرگونه توان نظامی برخوردار باشد، که این شامل صنایع سنگین نیز می‌شد. مردم آلمان با اشتیاق از هیتلر طرفداری کرده‌اند، همانگونه که آنها از دولت آلمان در جنگ فرانسه و پروس در سال ۱۸۷۰ و جنگ جهانی اول در سال ۱۹۱۴ پشتیبانی کردند. پس آنها باید زیر نظر متفقین کمینه برای یک نسل دوباره آموزش ببینند. نازی زدایی کافی نبود و فرماندهان ارشد ارتش آلمان مسببین اصلی جنگ بودند، به طور خاص افسران طرفداران پروسی‌گری. این گروه باید از بین بروند. در سال ۱۹۴۳ او متن زیر را نوشت:
به نظر نویسنده، این یک توهم است که بین آلمانی راست و میانه و چپ، یا آلمانی کاتولیک و پروتستان، یا آلمانی کارگر یا کاپیتالیست فرق بگذاریم. آنها همه مثل هم هستند. و تنها امید برای یک اروپای در صلح، شکست دادن نظامی و به طرز خشن خردکردن آلمان و بعد از آن آموزش آلمانی‌ها برای چندین نسل زیر نظر سازمان ملل است.
ونسیتارت در جایی دیگر اینگونه می‌گوید:
ما در سال ۱۹۳۹ جنگ را آغاز نکردیم که آلمان را از دست هیتلر نجات دهیم... یا قاره (اروپا) را از دست فاشیسم. همانند سال ۱۹۱۴ (جنگ جهانی اول) ما جنگ را آغاز کردیم به خاطر اینکه ما نمی‌توانستیم پیشوایی آلمان در اروپا را قبول کنیم.
دشمن ما رایش آلمان است و نه نازیسم، و هر کس که هنوز این را نفهمیده است، هیچ چیز را نفهمیده است.